# دونته گرین
دونته گرین (انگلیسی: Donté Greene؛ زادهٔ ۲۱ فوریهٔ ۱۹۸۸) بازیکن بسکتبال اهل ایالات متحده آمریکا است.

## حرفه
از باشگاه‌هایی که در آن بازی کرده‌است می‌توان به ساکرامنتو کینگز اشاره کرد.

## جوایز
وی در مسابقات کشوری و بین‌المللی در مجموع برندهٔ ۱ مدال طلا، ۱ مدال نقره شده‌است.